# Governo do Norte (América Portuguesa)
```
   |-
       |
Erro:
:  
valor não especificado para "
nome_comum
"
```

O Governo do Norte foi uma unidade administrativa do Brasil Colônia, durante a era da América Portuguesa, vigente de 1572 a 1577, resultado da divisão do Governo-Geral do Brasil em duas jurisdições: o Governo do Norte e o Governo do Sul. Essa divisão visava otimizar a administração colonial diante das dificuldades enfrentadas pela Coroa Portuguesa.

## Antecedentes
O estabelecimento do Governo-Geral em 1548 foi uma medida tomada pelo rei João III de Portugal para centralizar a administração do Brasil Colônia, substituindo o fracassado sistema de Capitanias Hereditárias. A capital foi instalada em Salvador, e o governo-geral teve início com Tomé de Sousa, seguido por Duarte da Costa e Mem de Sá..
Conforme o historiador Boris Fausto, três fatores contribuíram para essa reorganização: o declínio do comércio de especiarias com a Índia, o fracasso das campanhas militares no Marrocos e o sucesso da Espanha na exploração de metais preciosos nas Américas. Assim, o Brasil se tornou cada vez mais importante para a Coroa Portuguesa.

## Criação
Após a renúncia do governador geral Mem de Sá em 1572, a administração colonial foi dividida em dois Governos-Gerais: o Governo do Norte, abrangendo todas as capitanias de Porto Seguro ao Maranhão (contempla a atual região nordeste do Brasil, o norte de Minas Gerais, Distrito Federal, nordeste do Pará, e leste de Tocantins e Goiás), permanecendo a capital em Salvador (na Capitania da Bahia); e o Governo do Sul, com sede no Rio de Janeiro (na capitania de São Vicente).
Para governar o Norte, foi nomeado o português Luís de Brito e Almeida. Durante esse curto período, as administrações de ambos os Governos se empenharam na pacificação dos indígenas e na defesa contra os ataques franceses, principalmente de flibusteiros que visavam a costa brasileira.

## Reunificação dos governos
Em 1577, percebeu-se que a divisão do governo-geral em dois não trazia a unidade administrativa desejada. A falta de coesão dificultava a defesa do território e a exploração de suas riquezas. Assim, a Coroa Portuguesa decidiu unificar novamente os Governos, com sede geral em Salvador, cessando a administração dual. Foi nomeado Lourenço da Veiga como o governador-geral do território unificado, exercendo o cargo até 1581, quando faleceu.

## Domínios portugueses na América do Sul

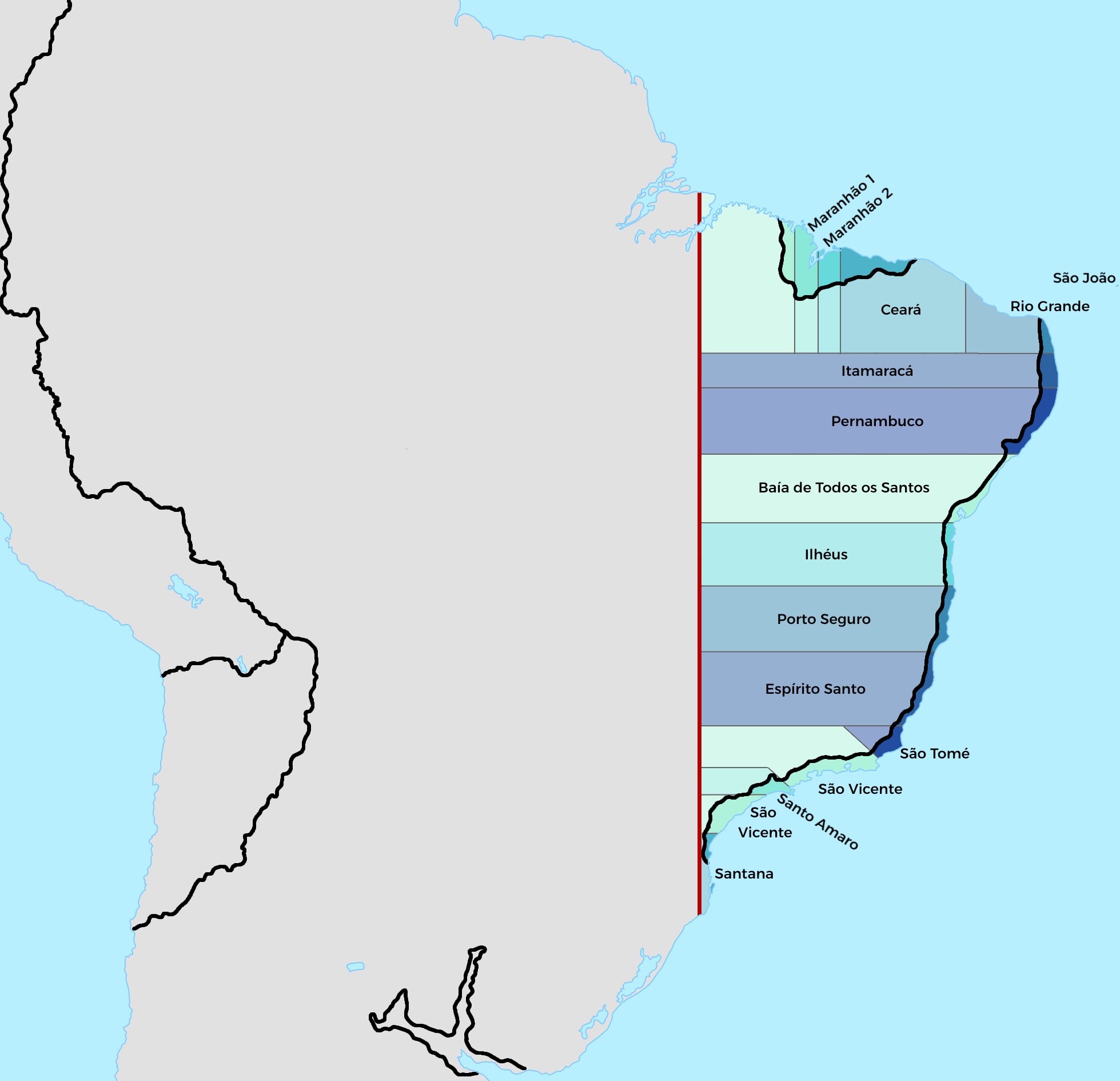
1534 Capitanias hereditárias
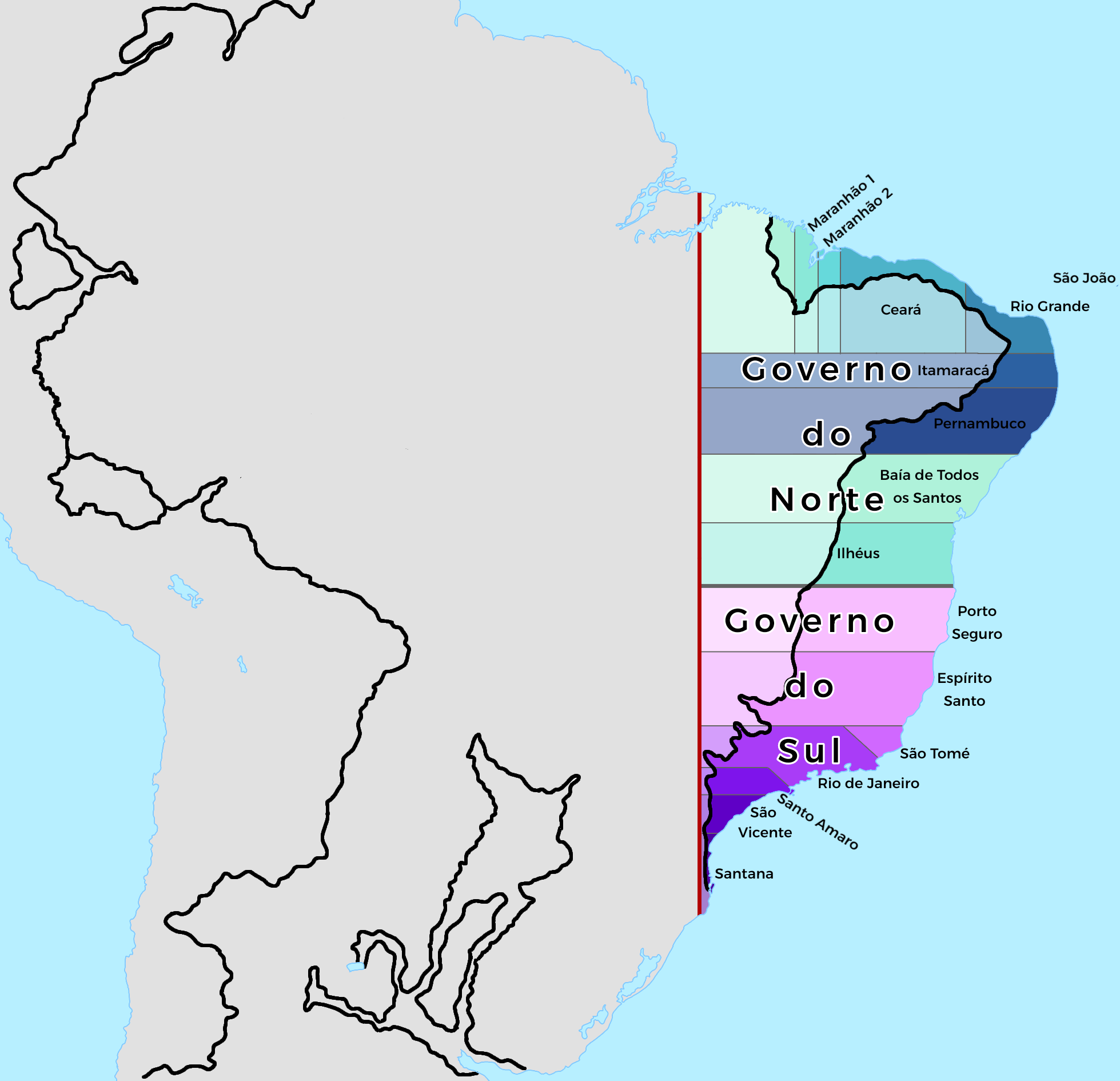
1572 Dois governos distintos
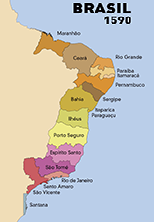
1590 governo-geral unificado